# Edson Dávila
Edson Alexis Dávila Castro (Lima, 13 de septiembre de 1983) es un bailarín, presentador y personalidad de televisión peruano. Alcanzó a la popularidad por su personaje recurrente «Giselo» y haber conducido magacines, programas de entrevistas y de espectáculos en su país durante los años 2016.

## Biografía

### Primeros años
Nació el 13 de septiembre de 1983 en Lima; bajo el nombre completo de Edson Alexis Dávila Castro, en el seno de una familia de raíces afroperuanas.Durante sus primeros años, se desempeñó en el oficio de vendedor de ropas, chupetes de fruta y papa rellena para colaborar con la economía familiar.

### Trayectoria
Comenzó su carrera artística como actor, teniendo unas breves participaciones en obras de teatro nacionales. Al poco tiempo, Dávila optaría su incursión en el baile, formándose en la academia de Arturo Chumbe.
En el año 2012, ganaría reconocimiento en la televisión peruana como parte del elenco de bailarines del reality show de baile El gran show de América Televisión, donde permaneció por varios años consecutivos, gracias a la recomendación de Chumbe. Seguidamente, continuó con su faceta actoral, participando como extra en la telenovela Mi amor, el wachimán en ese año.[cita requerida] A partir de 2017, comenzó a interpretar a su personaje recurrente «Giselo», la versión masculina de la presentadora Gisela Valcárcel, y más tarde, fue participante de El gran show sin conseguir el éxito.
En el año 2018, fue copresentador y bailarín del otro formato del mismo canal El artista del año por varias temporadas y participó en el especial del programa Especial de Navidad en el año 2021 junto a Ruby Palomino y Amy Gutiérrez.
Se incursiona como presentador de televisión a partir de 2019, asumiendo la conducción del magacín El show después del show compartiendo el rol junto a Renzo Schuller, Ethel Pozo y Natalia Salas, volviendo a trabajar con ellos en la revista matinal América hoy en 2020. Durante su estadía, estrenó su pequeño segmento Aló Giselo bajo el formato del extinto programa Aló Gisela de Panamericana Televisión.
En el año 2020, continúa en el canal América, incluyéndose al elenco principal del magacín América hoy en el rol de copresentador, manteniéndose en la actualidad. Además, participó como cameo en la teleserie Al fondo hay sitio en 2022, interpretándose a sí mismo.
En el año 2021, debuta como cantante bajo el nombre artístico de Edson D, estrenando su tema debut «Dame el paso» y contó con la presencia de Sergio George como productor musical.
En ese mismo año, estrena el podcast Por mi madre para la plataforma YouTube, desempeñándose en el rol de presentador. Desde el año 2023, es el conductor del programa de entrevistas web Edson pa' que más, bajo el mismo formato del antecesor. Durante esa etapa, tuvo como entrevistados a los exfutbolistas Jefferson Farfán y Roberto Guizasola, además de haber ganado notoriedad por su rivalidad con la cantante salsera Laura Mau, debido a la imitación por parte de Dávila a Mau.
En el año 2023, participó como copresentador del programa concurso semanal ¿Cuál es el verdadero?, compartiendo junto a Adolfo Aguilar.

## Vida personal
En el año 2016, Dávila confirma su homosexualidad, al contraer una relación sentimental con Paolo Zevallos, su pareja en la actualidad.

## Créditos

### Televisión
- El gran show (2012-2017), parte del staff de bailarines.
- Mi amor, el wachimán (2012), extra.
- El gran show (2016-2017), bailarín y copresentador.
- El gran show (2017), participante.
- El artista del año (2018-2021), bailarín y copresentador.
- El show después del show (2019-2020), presentador.
- América hoy (desde 2020), presentador.
- Al fondo hay sitio (2022), reparto recurrente.
- + Espectáculos (2022), copresentador interino.
- ¿Cuál es el verdadero? (2023), copresentador.[15][16]

### Programas web
- Por mi madre (2021-2022), presentador.
- Edson pa' que más (desde 2023), presentador.

### Cine
- ¿Mi novia es él? (2019), él mismo.